# Kesselsweiher
Kesselsweiher ist eine Ortslage im Stadtteil Aufderhöhe der bergischen Großstadt Solingen. Am Kesselsweiher befand sich zwischen 1923 und 1990 das Freibad Aufderhöhe. Für das brachliegende Gelände des ehemaligen Freibads bestehen Pläne, dort ein neues Freizeitgelände zu errichten.

## Lage und Beschreibung
Der Ort liegt im Talgrund des Josefstals zwischen der Bundesstraße 229, der Aufderhöher Straße und der Höher Heide östlich der Bahnstrecke Haan-Gruiten–Köln-Deutz. Kesselsweiher liegt mit dem ehemaligen Freibadgelände am Ufer des Burbach, der durch den Ort weiter in Richtung Langenfeld-Wiescheid fließt. Benachbarte Ortslagen sind bzw. waren (von Nord nach West): Höher Heide, Börkhaus, Nußbaum, Aufderhöhe, Josefstal, Teschenhöhe, Landwehrhöhe, Burbach und Tränke. 

## Geschichte
Bereits zu Beginn des 19. Jahrhunderts ist an der Stelle der späteren Ortslage ein Weiher verzeichnet, der durch den Burbach mit Wasser gefüllt wird. Wann dort eine Ansiedlung erfolgte, ist nicht bekannt. In der Topographischen Karte des Regierungsbezirks Düsseldorf von 1871 ist der Ort noch nicht verzeichnet. Er erscheint erst in der Preußischen Neuaufnahme von 1893 als Kesselsweiler benannt sowie in der Karte Stadt- und Landkreis Solingen des Landmessers August Hofacker von 1898 als Kesselsweiher benannt. Kesselsweiher wurde in den Ortsregistern der Stadt Höhscheid geführt.
Mit der Städtevereinigung zu Groß-Solingen im Jahre 1929 wurde Kesselsweiher ein Ortsteil Solingens. Bereits im Stadtplan von 1929 ist nur noch das 1923 aus dem Weiher hervorgegangene Freibad verzeichnet, weitere Gebäude finden sich im Ort nicht mehr. Auch eine Ortsbezeichnung ist nicht mehr verzeichnet.
Das Freibad, das weiterhin vom Burbach mit Wasser versorgt wurde, wurde im Jahre 1933 von den Nationalsozialisten in Horst-Wessel-Bad umbenannt. Ab 1935 war das Freibad in städtisches Eigentum übernommen.:11 Nach dem Zweiten Weltkrieg wurde der Name des Freibads im Zuge der Entnazifizierung in Freibad Kesselsweiher zurückgeändert. Später wurde es schlicht als Freibad Aufderhöhe bezeichnet, im Jahre 1961 wurde es ausgebaut, wobei die Betonbecken des Freibads angelegt wurden. Als eines der ersten der Solinger Freibäder wurde es bereits nach Saisonende 1990 geschlossen, das nahe gelegene Freibad Tränke folgte im Jahre 1995. Seit 1996 engagiert sich ein Bürgerverein für die Umwandlung des zwischenzeitlich renaturierten Freibadgeländes in ein neues Freizeitgelände.